# Eremnophila auromaculata
Eremnophila auromaculata är en biart som först beskrevs av Pérez 1891.  Eremnophila auromaculata ingår i släktet Eremnophila och familjen grävsteklar. Inga underarter finns listade i Catalogue of Life.